# LIVE IN LONDON -BABYMETAL WORLD TOUR 2014-
『LIVE IN LONDON -BABYMETAL WORLD TOUR 2014-』（ライブ・イン・ロンドン -ベビーメタル・ワールド・ツアー・ニゼロイチヨン-）は、BABYMETALの4作目の映像作品。

## 概要
2014年に開催されたワールドツアーにおけるロンドン2公演の模様を収めており、2015年5月20日にDVD版、Blu-ray版の2形態で発売された。また、メンバーズサイト「- THE ONE -」会員限定で数量限定販売の「BABYMETAL WORLD TOUR 2014 APOCALYPSE」版もリリースされた。この限定盤では、通常盤（Blu-ray1枚組）に加え、同ワールドツアーにおける日本公演の模様と海外公演のハイライトを収録した映像（Blu-ray1枚組）、ロンドン2公演のライブ音源（CD2枚組×2セット）、フォトブックなどが付属する。その他、2015年10月30日にはEU盤も販売された。なお、本作品にはサウンドエンジニアとしてイェンス・ボグレンとチュー・マッドセンが参加している。

## プロモーション
西武新宿駅前のユニカビジョンにて、リリース前後の5月11日から5月20日にかけてBABYMETALの特集が展開され、当映像作品からO2アカデミー・ブリクストンにて披露した「BABYMETAL DEATH」、「紅月-アカツキ-」、「メギツネ」、「イジメ、ダメ、ゼッタイ」、「Road of Resistance」がフルサイズで上映されたほか、リリース前の5月15日には、全国5都市の映画館でO2アカデミー・ブリクストン公演の上映会が行われた。

## チャート成績

### JP盤
オリコンチャートにて、Blu-ray版が発売初週となる2015年6月1日付の週間Blu-ray総合ランキングで1万3千枚を売上げ1位を記録し、前作『LIVE AT BUDOKAN 〜RED NIGHT & BLACK NIGHT APOCALYPSE〜』の1位獲得に続いて、史上初の10代アーティストによる2作連続の週間Blu-ray総合ランキング1位を記録した。DVD版では5510枚を売上げ週間DVDランキング3位を記録し、Blu-rayとDVDを合算した総合ミュージック映像ランキングでも1位を獲得した。これにより、Blu-ray総合、Blu-rayミュージック、総合ミュージック映像の3部門で1位となった。

### EU盤
イギリスのオフィシャル・チャート・カンパニーの2015年11月1日付ミュージック・ビデオ・チャートで9位にチャートインした。

## 収録内容

### LIVE IN LONDON （DVD/Blu-ray〈JP/EU盤〉）
- BABYMETAL WORLD TOUR 2014 - 2014/7/7 at The Forum 
  1. BABYMETAL DEATH
  2. いいね!
  3. ウ・キ・ウ・キ★ミッドナイト
  4. 悪夢の輪舞曲
  5. おねだり大作戦
  6. Catch me if you can
  7. 紅月-アカツキ-
  8. 4の歌
  9. メギツネ
  10. ド・キ・ド・キ☆モーニング
  11. ギミチョコ!!
-ENCORE-
  12. ヘドバンギャー!!
  13. イジメ、ダメ、ゼッタイ
- BABYMETAL BACK TO THE USA/UK TOUR 2014 - 2014/11/8 at O2 Academy Brixton 
  1. BABYMETAL DEATH
  2. いいね!
  3. ウ・キ・ウ・キ★ミッドナイト
  4. 悪夢の輪舞曲
  5. 4の歌
  6. Catch me if you can
  7. 紅月‒アカツキ-
  8. おねだり大作戦
  9. メギツネ
  10. ド・キ・ド・キ☆モーニング
  11. ギミチョコ!!
  12. イジメ、ダメ、ゼッタイ
-ENCORE-
  13. ヘドバンギャー!!
  14. Road of Resistance

### BABYMETAL WORLD TOUR 2014 APOCALYPSE （WEB会員限定盤付属Blu-ray〈JP盤〉）
- BABYMETAL WORLD TOUR 2014 - 2014/9/14 at 幕張メッセ イベントホール 
  1. BABYMETAL DEATH
  2. 君とアニメが見たい 〜Answer for Animation With You
  3. メギツネ
  4. 悪夢の輪舞曲
  5. おねだり大作戦
  6. Catch me if you can
  7. 紅月‒アカツキ-
  8. 4の歌
  9. ウ・キ・ウ・キ★ミッドナイト
  10. いいね!
  11. ド・キ・ド・キ☆モーニング
  12. イジメ、ダメ、ゼッタイ
-ENCORE-
  13. ヘドバンギャー!!
  14. ギミチョコ!!

- BABYMETAL WORLD TOUR 2014 APOCALYPSE（ハイライト）
  1. JULY 1ST LA CIGALE PARIS, FRANCE
  2. JULY 3RD LIVE MUSIC COLOGNE, GERMANY
  3. JULY 5TH SONISPHERE FESTIVAL KNEBWORTH, UNITED KINGDOM
  4. JULY 27TH THE FONDA THEATRE LOS ANGELES, USA
  5. AUGUST 9TH HEAVY MONTREAL FESTIVAL MONTREAL, CANADA
  6. NOVEMBER 4TH HAMMERSTEIN BALLROOM NEW YORK, USA

### LIVE IN LONDON （WEB会員限定盤付属CD〈JP盤〉）
BABYMETAL WORLD TOUR 2014 - 2014/7/7 at The Forum
| #  | タイトル                                             | 作詞 | 作曲・編曲 |
| -- | ---------------------------------------------------- | ---- | ---------- |
| 1. | 「BABYMETAL DEATH」                                  |      |            |
| 2. | 「いいね!」                                          |      |            |
| 3. | 「ウ・キ・ウ・キ★ミッドナイト」                      |      |            |
| 4. | 「Mischiefs of metal gods -KAMI Band Instrumental-」 |      |            |
| 5. | 「悪夢の輪舞曲」                                     |      |            |
| 6. | 「おねだり大作戦」                                   |      |            |
| 7. | 「Catch me if you can」                              |      |            |

| #  | タイトル                      | 作詞 | 作曲・編曲 |
| -- | ----------------------------- | ---- | ---------- |
| 1. | 「紅月-アカツキ-」            |      |            |
| 2. | 「4の歌」                     |      |            |
| 3. | 「メギツネ」                  |      |            |
| 4. | 「ド・キ・ド・キ☆モーニング」 |      |            |
| 5. | 「ギミチョコ!!」              |      |            |
| 6. | 「ヘドバンギャー!!」          |      |            |
| 7. | 「イジメ、ダメ、ゼッタイ」    |      |            |

BABYMETAL BACK TO THE USA/UK TOUR 2014 - 2014/11/8 at O2 Academy Brixton
| #  | タイトル                                             | 作詞 | 作曲・編曲 |
| -- | ---------------------------------------------------- | ---- | ---------- |
| 1. | 「BABYMETAL DEATH」                                  |      |            |
| 2. | 「いいね!」                                          |      |            |
| 3. | 「ウ・キ・ウ・キ★ミッドナイト」                      |      |            |
| 4. | 「Mischiefs of metal gods -KAMI Band Instrumental-」 |      |            |
| 5. | 「悪夢の輪舞曲」                                     |      |            |
| 6. | 「4の歌」                                            |      |            |
| 7. | 「Catch me if you can」                              |      |            |

| #  | タイトル                      | 作詞 | 作曲・編曲 |
| -- | ----------------------------- | ---- | ---------- |
| 1. | 「紅月-アカツキ-」            |      |            |
| 2. | 「おねだり大作戦」            |      |            |
| 3. | 「メギツネ」                  |      |            |
| 4. | 「ド・キ・ド・キ☆モーニング」 |      |            |
| 5. | 「ギミチョコ!!」              |      |            |
| 6. | 「イジメ、ダメ、ゼッタイ」    |      |            |
| 7. | 「ヘドバンギャー!!」          |      |            |
| 8. | 「Road of Resistance」        |      |            |

## 参加ミュージシャン
神バンド（バックバンド）
BABYMETAL WORLD TOUR 2014（The Forum）
- メンバー
  - Leda - ギター（ステージ下手側）
  - 藤岡幹大 - ギター（ステージ上手側）
  - BOH - ベース
  - 青山英樹 - ドラムス

BABYMETAL BACK TO THE USA/UK TOUR 2014（O2 Academy Brixton）
- メンバー
  - 大村孝佳 - ギター（ステージ上手側）
  - Leda - ギター（ステージ下手側）
  - BOH - ベース
  - 前田遊野[注 3] - ドラムス

BABYMETAL WORLD TOUR 2014（幕張メッセ イベントホール）
※WEB会員限定盤付属Blu-ray
- メンバー[12]
  - 大村孝佳 - ギター（ステージ上手側）
  - Leda - ギター（ステージ下手側）
  - BOH - ベース
  - 青山英樹 - ドラムス